# Solanum mitchellianum
Solanum mitchellianum är en potatisväxtart som beskrevs av Karel Domin. Solanum mitchellianum ingår i släktet skattor som ingår i familjen potatisväxter. Inga underarter finns listade i Catalogue of Life.